# Orden de Dannebrog
La Orden de Dannebrog (danés: Dannebrogordenen) es una orden de caballería danesa creada por el rey Cristián V en 1671, y otorgada para honrar y recompensar a los miembros de Dinamarca por su servicio meritorio, tanto civil como militar, por su contribución particular a las artes, las ciencias, los negocios, o por el trabajo en beneficio de los intereses daneses. En 1808 la orden fue reformada siguiendo el modelo de la Legión de Honor francesa y clasificada en cuatro grados y seis clases.

## Grados y Clases
- Grado especial:
  - Clase Gran Comendador (Storkommandør): luce la insignia con diamantes colgando del cuello (caballeros) o en un lazo (damas), y la estrella a la izquierda. Está reservada a personas de origen principesco cercanas a la Casa Real Danesa, con un máximo de 8 miembros.
- Orden de 1.er grado:
- Gran Cruz (Storkors): luce la insignia en el collar y una parte sobre el hombro derecho, además de la estrella a la izquierda.
- Orden de 2.º grado:
  - Comendador de 1.ª clase (Kommandør af 1. grad): luce la cruz de pecho a la izquierda y la insignia colgando del cuello (caballeros).
  - Comendador (Kommandør): luce la insignia colgando del cuello (caballeros) o en un lazo (damas).
- Orden de 3.er grado:
  - Caballero de 1.ª clase (Ridder af 1. grad): luce la insignia colgando de un galón (caballeros) o de un lazo (damas), con una roseta.
  - Caballero (Ridder): luce la insignia colgando de un galón (caballeros) o de un lazo (damas).

El estatuto de la Orden fue modificado en 1951 por una Real Ordenanza, para que tanto hombres como mujeres pudiera ser miembros de la Orden.
El grado de Gran Comendador está reservado a personas de origen principesco.  Se otorga únicamente a la realeza con estrechos vínculos familiares con la Casa Real Danesa.  El grado de Gran Cruz puede concederse, como honor especial, "con diamantes" (S.K.i diam., abreviatura de Storkors i diamanter).  La Orden también tiene una condecoración relacionada, conocida como Cruz de Honor (D.Ht., abreviatura de Dannebrogordens Hæderstegn).  Las insignias de la Orden deberán ser devueltas en caso de fallecimiento de su titular.

### Orden de uso

El orden de uso para cinco de los seis grados con sus respectivas insignias (caballeros) – 1: Caballero; 2: Caballero de 1.ª Clase; 3: Comendador; 4: Comendador de 1.ª clase; 5: Gran Cruz

## Insignia

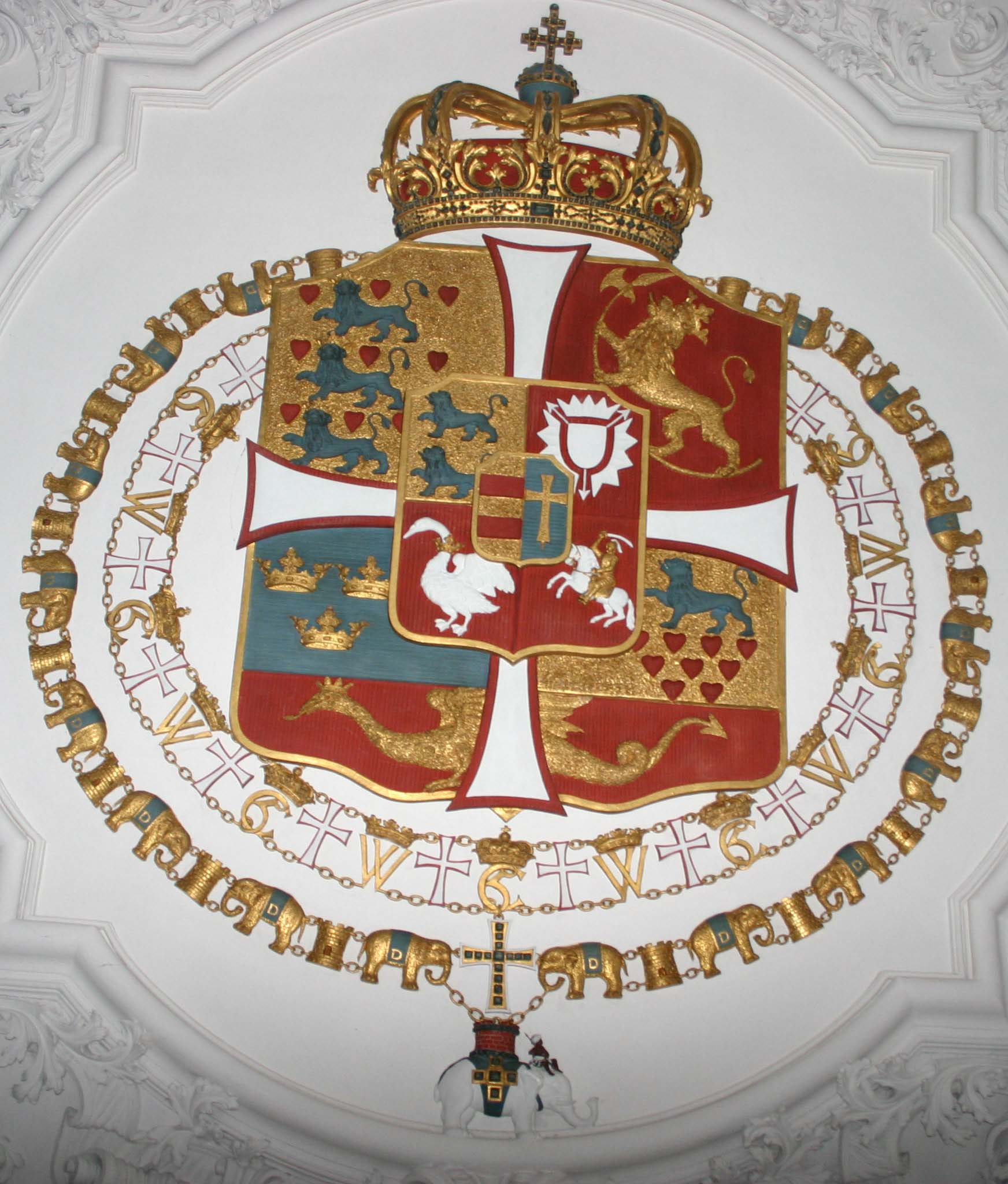
Armas de Federico IV de Dinamarca en el Gran Salón de Rosenborg.

La medalla de la Orden es una cruz Dannebrog blanca esmaltada (una cruz patada, siendo el brazo de abajo más largo que los otros) con un borde rojo esmaltado, para los caballeros en plateado y para todos los demás dorado o de plata dorada. En la parte superior se encuentra el monograma Real del monarca que la concede con la distintiva corona real danesa. Al frente, la cruz lleva el monograma Real de Cristián V en su centro, así como el lema de la Orden: Gud og Kongen (Dios y el Rey) en sus brazos. En el reverso se encuentra el monograma Real Valdemar II Sejr, Cristián V y Federico VI, así como los años 1219, 1671 y 1808, años en que cada uno de ellos ascendió al trono danés. En cada uno de los cuatro ángulos de la cruz se encuentra una pequeña corona Real danesa.
El collar de la Orden está hecho de oro, con pequeñas cruces de Dannebrog esmaltadas, alternándose con monogramas Reales representado a los reyes Valdemar II Sejr y Cristián V, el reputado y el actual fundador de la Orden, respectivamente. Cuando el collar es usado el lazo no lo es.
La placa de la Orden posee la forma de una estrella plateada de ocho puntas con rayos rectos y una cruz de Dannebrog (similar al frente de la medalla pero sin el monograma Real encima o las coronas Reales entre los brazos de la cruz) en el centro.
La cruz de pecho de la Orden es similar a la cruz de la estrella, pero más larga y plateada en vez de blanco esmaltado y sin los rayos plateados de la estrella.
El lazo de la Orden es morié de seda blanca con bordes rojos, los colores nacionales de Dinamarca.
La Orden originalmente tenía entre sus insignias un manto como vestimenta para los caballeros (desde 1808, para los caballeros Gran Cruz) reservada para ocasiones muy solemnes. El hábito consistía en un jubón blanco, pantalones blancos, medias y zapatos blancos, sobre el cual se llevaba una capa roja con líneas blancas y la estrella de la Orden bordado en plata en su lado izquierdo. Sobre esta capa roja se usaba una caperuza blanca con cuello bordado en oro, sobre el cual se llevaba el collar de la Orden (el hábito siempre se usaba con el collar y nunca con el lazo de la Orden). El hábito tenía además un sombrero negro con una pluma del penacho de un avestruz blanco o rojo. Ese hábito es casi idéntico al que vestían los caballeros de la Orden del Elefante.

## Cruz de Honor
El Dannebrogordenens Hæderstegn (Cruz de Honor de la Orden del Dannebrog) en los tiempos modernos solo se otorga a los daneses a quienes ya se les ha otorgado la Orden del Dannebrog.  También lo usan los miembros de la familia real.  Su insignia es similar a la insignia de la Orden, pero toda en plata, y se usa en una cinta (caballeros) o lazo (damas) con roseta en el pecho izquierdo.
La insignia de la Orden debe ser devuelta a la muerte del titular.

## Destinatarios
Cada ministro danés tiene un cupo de Caballeros y Caballeros de 1.ª clase que puede otorgar a su discreción. Es dado comúnmente a oficiales de alto rango de la policía, la fuerza armada y los servicios de emergencia.
También es entregada a políticos en el Folketing luego de 8 años de servicio electo. A los ministros se les entrega el rango de Caballeros de 1.ª clase.
El rango de Comandante es dado a Coroneles, ministros y otros oficiales de alto rango como regalo de retiro luego de un largo servicio.
Comandante de 1.ª clase es dado a almirantes, generales, jueces de la Suprema corte, embajadores y otros líderes gubernamentales como regalo de retiro.
La Gran Cruz es generalmente más usada por almirantes, generales, jueces de la Suprema corte, embajadores y similares como recompensa por servicios meritorios a Dinamarca.
La Cruz de honor es más dada a oficiales de alto rango de la Corte Real, como los Hofmarskäle.
Finalmente, el grado de Gran Comandante es solo dado a 8 personas. El monarca que reina es siempre Gran Comandante, y puede dar este grado a otras 7 personas - generalmente familia cercana.

### Uso diplomático
La Orden de Dannebrog es comúnmente usada como herramienta de diplomacia.
Si un país extranjero tiene una Orden que concede rangos a diplomáticos extranjeros en su país, entonces sus diplomáticos en Dinamarca también pueden acceder a un rango de la Orden. Es una especie de "ojo por ojo" - si, por ejemplo, el embajador danés en Alemania obtiene un rango luego de x años de servicio, el embajador alemán en Dinamarca recibe un rango en la Orden de Dannebrog.
Para ser elegible el embajador debe residir en Dinamarca y debe tener al menos tres años de servicio.
| Rango diplomático                   | Rango en la Orden                                             |
| ----------------------------------- | ------------------------------------------------------------- |
| Embajador                           | Storkors                                                      |
| Chargés d Affairs e.p.              | Kommandør (Kommandør 1. Grad si tiene más de 40 años de edad) |
| Chargés d Affairs a.i.              | Kommandør o Ridder 1. Grad                                    |
| Embajador asesor                    | Kommandør                                                     |
| 1.º Secretario de la Embajada       | Ridder 1. Grad                                                |
| 2.º o 3.º Secretario de la Embajada | Ridder                                                        |
| Attaché de Defensa                  | Depende del rango militar                                     |
| Otros Attachés                      | Ridder o Kommandør dependiendo del mérito                     |

## Gran Comandantes

Collar de la Orden de Dannebrog.

- Su Majestad Margarita II, Reina de Dinamarca, exMaestra de la Orden (14 de enero de 1972)[4]
- Su Majestad Federico X, Rey de Dinamarca, Maestro de la Orden (1 de enero de 2004)[5][6]
- Su Majestad María, Reina consorte de Dinamarca (26 de mayo de 2024)[7]
- Su Majestad Carlos XVI Gustavo, Rey de Suecia (10 de octubre de 1975)
- Su Majestad Harald V, Rey de Noruega (28 de octubre de 1991)
- Su Alteza Real Benedicta, Princesa de Dinamarca (27 de enero de 1993)[8][9]
- Su Alteza Real Joaquín, Príncipe de Dinamarca (16 de abril de 2004)[10][11]
- Vacante

Con las muertes del príncipe consorte Enrique de Dinamarca en 2018 y del rey Constantino II de Grecia en 2023, hay un puesto de Gran Comandante disponible. El número de Grandes Comandantes nunca excede de 8.

## Joyería y orfebrería
Debajo una lista de joyeros que han hecho la insignia para la Orden:
| Joyero                            | Período   |
| --------------------------------- | --------- |
| Orfebre Real Poul Kurtz           | 1655-1679 |
| Orfebre Real Ferdinand Küblich    | 1670-1687 |
| Orfebre Real Fridrich Kurtz       | 1679-1703 |
| Orfebre Real Pierre Tresfort      | 1687-1729 |
| Orfebre Real Jean Henri de Moor   | 1688-1696 |
| Orfebre Real Andreas Normand      | 1700-1727 |
| Joyero Real Frederik Fabritius    | 1746-1778 |
| Joyero Real Christopher Fabritius | 1778-1829 |
| Joyero Real Frederik Fabritius    | -1832     |
| Orfebre Real Nicolai Christensen  | ? - 1832  |
| Joyero Poul Ressen Eggersen       | 1832-1841 |
| Joyero Real Anton Michelsen       | 1848 -    |

Anton Michelsen se hizo de una parte de Royal Copenhagen A/S que es actualmente el proveedor.

## Retirada de la orden
Las personas pueden ser privadas de la corporación, si son declarados culpables de delitos. Los siguientes ejemplos son de personas que han perdido el orden por esta razón, Peter Adler Alberti (1910), Erik Ninn-Hansen (1995) y Peter Brixtofte (2008).
Después de la primera guerra de Schleswig (1848 - 1851), los oficiales y los funcionarios daneses que se habían pasado al bando enemigo y habían participado en la revuelta de Schleswig-Holstein, eran despojados de la Dannebrog, a menos que se les haya dado una amnistía por el rey.

## Diferencia entre la orden del Elefante y la orden de Dannebrog
La Orden del Elefante, que posiblemente tenga su origen en el siglo XV, se utilizaba antiguamente para otorgar a los soberanos extranjeros y a los miembros de la familia real. Hoy en día se otorga a jefes de Estado extranjeros y miembros de la familia real; mientras que la orden de Dannebrog actualmente es para condecorar solo a ciudadanos de nacionalidad danesa por sus méritos.